# Бранево (станция)
Бранево (пол. Braniewo) — пассажирская и грузовая железнодорожная станция в городе Бранево, в Варминьско-Мазурском воеводстве Польши. Имеет три платформы и пять путей.
Станция была построена на железнодорожной линии Мариенбург — Кёнигсберг (Мальборк — Калининград) в 1852 году, когда город Бранево (нем. Braunsberg) был в составе Королевства Пруссия. Теперь на станции расположен железнодорожный пограничный переход Бранево-Мамоново на российско-польской границе.